# Venezuela vasúti közlekedése
Venezuela vasúthálózatának hossza 682 km, normál (1435 mm) nyomtávolságú. Nemzeti vasúttársasága az Instituto Autónomo de Ferrocariles del Estado.
A fővárosban Caracasban metró közlekedik.

## Vasúti kapcsolata más országokkal
- Guyana  - nincs
- Brazília - nincs
- Kolumbia - van, de nem üzemel, visszaállítását tervezik